# 凱倫·查普曼

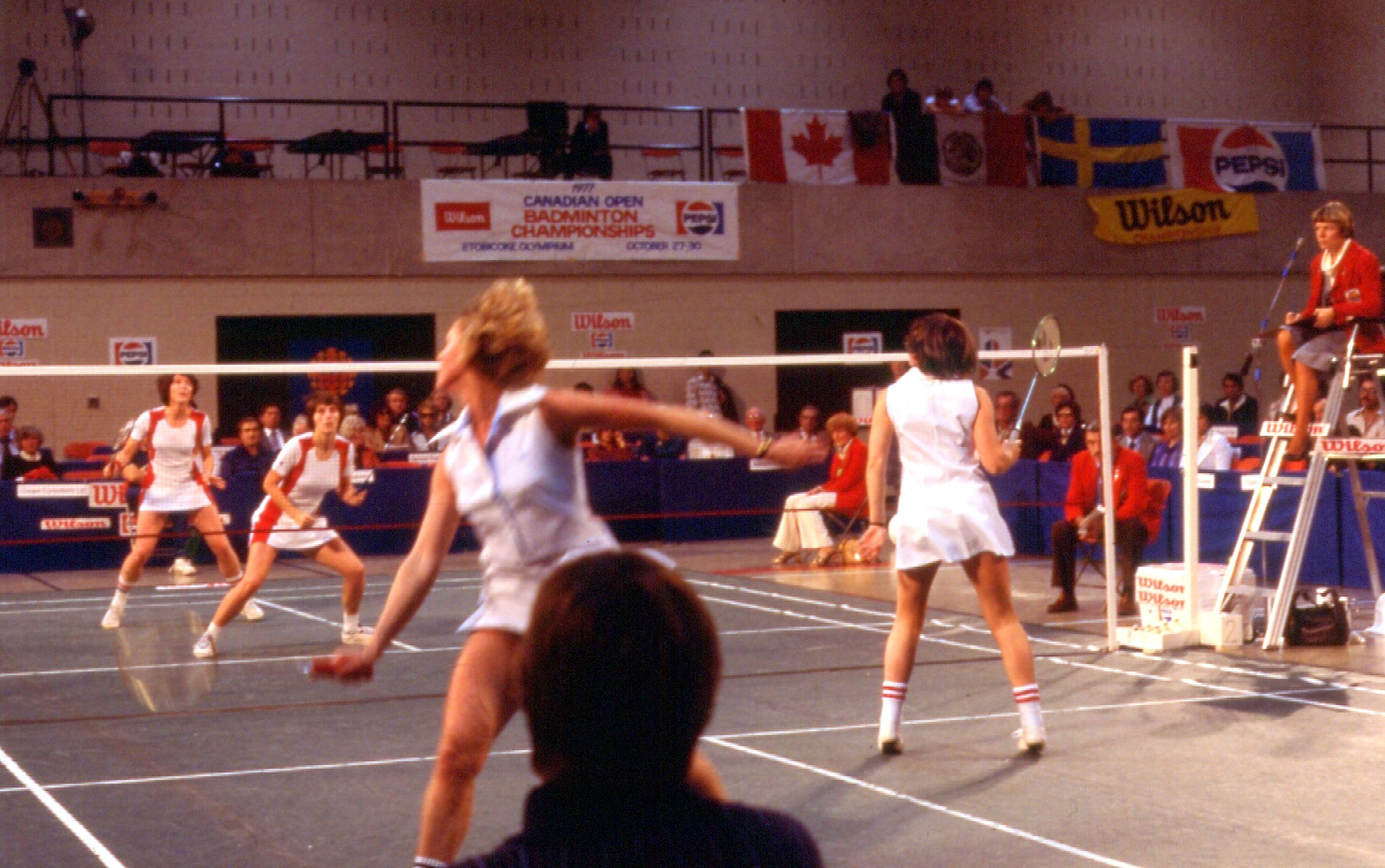
正在打羽毛球的凱倫·查普曼

凱倫·查普曼（Karen Chapman，1959年5月21日—），出生名凱倫·派崔克（Karen Puttick），是一位英格蘭已退役羽球運動員。
凱倫·查普曼在1980年的歐洲羽球錦標賽中與麥克·崔格特一起獲得混合雙打銅牌。1983年，他們在世界羽球錦標賽也獲得混合雙打銅牌。1984年，兩人在歐洲羽球錦標賽再度獲得混合雙打銅牌；而她本人則與吉莉安·克拉克一起獲得女子雙打金牌。